# Microchaetona gracilis
Microchaetona gracilis är en tvåvingeart som beskrevs av Townsend 1919. Microchaetona gracilis ingår i släktet Microchaetona och familjen parasitflugor.
Artens utbredningsområde är Peru. Inga underarter finns listade i Catalogue of Life.